# 巴爾米拉之戰 (2016年12月)
2016年12月的巴爾米拉之戰是伊斯兰国向敘利亞古城巴尔米拉發起的進攻行動。伊斯蘭國曾於2015年攻佔巴爾米拉，但於2016年3月被敘利亞政府軍奪回。

## 背景
自從巴爾米拉於2016年3月被收復後，敘利亞政府把收復阿勒頗和收復大馬士革郊區列為主要任務，留守巴爾米拉的敘軍兵力有限。另一方面，美國支持的敘利亞民主力量於2016年11月開始的進攻拉卡行動流於「宣傳多於行動」，對伊斯蘭國的威脅不大，讓伊斯蘭國得以集中兵力進攻巴爾米拉一帶的敘軍。

## 巴爾米拉失守
2016年12月8日，伊斯蘭國在霍姆斯省東北部發動進攻，被敘軍擊退，據報有60名武裝分子陣亡。同日稍後伊斯蘭國再度進攻，攻佔7個敘軍檢查站，至少34名親政府戰士陣亡，4人被俘。伊斯蘭國武裝分子推進至距離巴爾米拉不到4公里處。在巴爾米拉東北方的穀倉也被伊斯蘭國攻佔。在伊斯蘭國部隊於巴爾米拉附近集結的時候，聯合特遣隊－堅決行動趁機出擊，大舉空襲伊斯蘭國的運輸隊，共摧毀168輛油罐車。
敘軍於12月9日反攻，有15名士兵於一處油田附近發生的伏擊中喪生，當日有報道宣稱至少49名政府軍士兵在過去24小時的戰鬥中陣亡。當日伊斯蘭國攻佔T-4空軍基地東北方的一些地方。
12月10日，敘軍援兵抵達巴爾米拉。敘軍在巴爾米拉穀倉附近消滅至少45名武裝分子及擊毀3輛敵方坦克，但是仍未能阻止武裝分子進抵巴爾米拉的入口。俄敘空軍對巴爾米拉附近油田的伊斯蘭國據點展開空襲，摧毀了數輛裝甲車輛及一些其它車輛。敘軍一架MiG-23戰機墜毀，伊斯蘭國宣稱是被其擊落。伊斯蘭國稍後攻佔城西的泰爾山，並且攻入巴爾米拉。在該日之內，伊斯蘭國已佔領巴爾米拉的大部分，包括巴爾米拉城堡。
地面上的敘軍在俄羅斯空軍支援下擊退伊斯蘭國於12月10日夜間的進攻，到12月11日日出時伊斯蘭國武裝分子已被趕出巴爾米拉城外。俄羅斯國防部宣稱支援敘軍作戰的俄空軍消滅超過300名武裝分子，擊毀11輛敵方坦克和（IFV）以及31輛配備重機槍的其它車輛。不過伊斯蘭國在當日稍後再次進攻巴爾米拉，最終敘軍被迫撤出巴爾米拉，伊斯蘭國再一次完全佔領該市。敘軍在撤出巴爾米拉前協助當地居民撤離，並繼續在巴爾米拉附近與伊斯蘭國交戰。

## T-4空軍基地攻防戰
伊斯蘭國部隊奪得巴爾米拉後，向西面的T-4空軍基地推進。12月12日，伊斯蘭國向T-4基地發起第一次進攻，首先以兩輛裝載炸彈的車輛衝向敘軍陣地，被敘軍在它們駛抵目標前成功引爆。經過數小時激戰，獲得俄空軍支援的敘軍成功擊退伊斯蘭國的進攻，數十名武裝分子陣亡。與此同時，數百名國防軍援兵抵達前線。
伊斯蘭國於12月13日再次進攻T-4基地。敘利亞陸軍和俄羅斯特種部隊的援軍同日稍後抵達基地。伊斯蘭國分子攻佔一個位於通往盖尔亚廷的公路上的檢查站。12月14日敘軍收復在13日失守的通往蓋爾亞廷公路上的一些檢查站，不過基地以西的al-Sharifah村被伊斯蘭國攻佔。伊斯蘭國再向基地進攻，被守軍擊退。敘軍隨即在夜間反攻，把敵軍逐出基地外圍。
12月16日敘軍發起另一次反攻，重新打通蓋爾亞廷與T-4基地之間的道路。伊斯蘭國於12月19日再向基地進攻，並宣稱擊落一架俄軍直升機。守軍最終擊退進攻，36名伊斯蘭國分子陣亡。